# Слэтон, Даниэлле
Даниэлле Виктория Слэтон (англ. Danielle Victoria Slaton; род. 10 июня 1980, Сан-Хосе, Калифорния) — американская футболистка, защитник. Бронзовый призёр чемпионата мира (2003) и серебряный призёр Олимпийских игр (2000) в составе национальной сборной.

## Карьера

### Студенческая карьера
В футболе дебютировала в 1998 году в университетском женском футбольном клубе «Санта-Клара Бронкос», в составе которого выступала на протяжении первых трёх сезонов своей игровой карьеры.

### Клубная карьера
В 2002 году присоединилась к профессиональному американскому женскому футбольному клубу «Каролайна Корэдж», отыграв в его составе один сезон. В 2005 году переехала во Францию, где стала выступать за местную женскую команду «Олимпик Лион», в составе которой и завершила футбольную карьеру спустя менее чем один сезон. 

### Карьера в сборной
В 1999 году дебютировала в официальных матчах в составе женской национальной сборной США по футболу. Её первый выход на поле состоялся 24 февраля 1999 года в товарищеском матче против команды Финляндии. Свой первый и единственный гол за национальную команду Слэтон забила 13 января 2000 года в ворота сборной Австралии. В том же году команде удалось завоевать серебряные медали на футбольном турнире летних Олимпийских игр в Сиднее, а три года спустя — бронзовые награды чемпионата мира.
Всего в составе сборной приняла участие в 43 матчах, отметившись одним забитым мячом.

## Личная жизнь
После завершения игровой карьеры Слэтон стала работать спортивным аналитиком и комментатором на американском телевидении.